# La vendimia
La vendimia o El otoño es un cuadro de Francisco de Goya conservado en el  Museo del Prado.
Forma parte de la serie de cartones para tapices que representaban las cuatro estaciones del año.

## Análisis del cuadro
Pertenece a una serie de cartones que Goya pintó para los tapices que irían destinados a decorar las paredes del comedor del Príncipe del palacio de El Pardo en Madrid. Formó parte de un conjunto sobre las cuatro estaciones, tema típico del rococó, compuesto por Las floreras (primavera), La era (verano), La nevada (invierno), y este de La vendimia (otoño) en que se sirve de las uvas como símbolo de esta estación. 
Los cuatro cartones se encuentran en el Museo del Prado. De ellos existen unos pequeños bocetos o modelos previos, igualmente al óleo sobre lienzo, que seguramente Goya presentó para su aprobación antes de pintar las versiones grandes; actualmente estos bocetos se hallan dispersos en varios lugares y el de La vendimia en concreto está en el Instituto de Arte Clark en Williamstown (Massachusetts). 
El tapiz de esta escena se colocó en el centro de la pared y a sus lados se colgaron Pastor tocando la dulzaina y Cazador junto a una fuente.
Goya trabajó para la Real Fábrica de Tapices de Santa Bárbara desde 1775 hasta 1792. Los tapices se hacían con seda, e hilos de plata y oro, lo que hacía de ellos un objeto caro, asequible sólo para la nobleza.

## Descripción del cuadro
Utiliza el recurso del esquema piramidal, muy común y apreciado en el Neoclasicismo. El paisaje parece sacado de los campos de La Rioja (España) en que se suceden escenas de recolección como esta, aunque probablemente el lugar donde lo pintó y del que se inspiró realmente fue de la localidad de Piedrahíta (Ávila). El acontecimiento principal se detiene en los personajes que están en primer plano, que, cosa rara en Goya, no son gente del pueblo. En primer término hay un pretil a modo de cercado y sobre él están sentados un caballero y una dama. El caballero ofrece a la mujer un racimo de uvas que ella acepta y el niño que está de espaldas y de pie alza sus brazos como si también quisiera cogerlas. En el vértice del triángulo hay una vendimiadora con un cesto lleno de racimos a la cabeza; está en actitud de espera, por si quieren coger más uvas. La cesta que lleva esta mujer está pintada como un auténtico bodegón, género tradicional en la pintura española. Más allá del pretil y en el paisaje de viña puede verse a dos vendimiadores en pleno trabajo y a lo lejos se levanta una abrupta montaña y un cielo con nubes. El colorido es luminoso y hay un predominio de tonos delicados. A pesar de la pincelada rápida de Goya se aprecian estupendamente los cuellos y puños de los trajes, las hebillas, las medias, las fajas, y toda clase de detalles.
Como es propio de los cartones para tapiz, se usan colores planos y vivos, dentro de campos bien delimitados.
En contraste con el cuadro La nevada, este lienzo ofrece al espectador calma y sosiego. Aquí todo es bello y agradable y los personajes no están pasando calamidades.